# Heterocypris reptans
Heterocypris reptans är en kräftdjursart som först beskrevs av Kaufmann 1900.  Heterocypris reptans ingår i släktet Heterocypris och familjen Cyprididae. Inga underarter finns listade i Catalogue of Life.